# Rob Van Dam
Robert Alexander „Rob” Szatkowski (n. 18 decembrie 1970) este un wrestler american, cunoscut mai ales sub numele său de ring Rob Van Dam (abreviat RVD).
Mai este cunoscut și sub numele de „The Whole F'n Show”. Rob Van Dam are un arsenal ofensiv unic, care include Rolling thunder, The Van Daminator și the mind-blowing Van Terminator.
Prin cunoașterea sa în artele marțiale, prin flexibilitatea sa în ring, RVD a cunoscut prima dată faima în ringul ECW.
La One Night Stand din 11 iunie 2006, RVD l-a învins pe John Cena într-un meci cu reguli extreme și a câștigat centura WWE.
În 2010 a semnat un contract cu TNA pe 2 ani și s-ar putea ca doar de la jumătatea anului 2012 să se întoarcă în WWE. Rob van Dam a fost mai mult apreciat datorită acelui feud cu Jeff Hardy sau Kane.Prin cunoașterea artelor marțiale a devenit popular.
În iulie 2013 revine în WWE la Money in the Bank pay-per-view.După PPV-ul Money in the Bank Rob Van Dam a venit la RAW, unde a câștigat un meci în fața veteranului Chris Jericho.

## Titluri în WWF/E
- WWE Championship (1 dată)
- ECW World Heavyweight Championship (1 dată)
- WWF/E Intercontinental Championship (6 ori)
- WWE European Championship (1 dată)
- WWF/E Hardcore Championship (4 ori)
- WWE World Tag Team Championship (2 ori) cu Kane și Booker T
- WWE Tag Team Championship (1 dată) cu Rey Mysterio
- Money in the Bank (2006)
- Triple Crown Champion (al cinșpelea)
- Grand Slam Championship (al nouolea)